# New Ireland
New Ireland (tok pisin: Niu Ailan, engleski: New Ireland), otok u Tihom oceanu, dio Bismarckovog otočja i sastavni dio države Papuanske Nove Gvineje. Otok je dug 320 km i širok manje od 10 km. Površina otoka je 7.404 km2, a broji 120.000 stanovnika. Glavni grad je Kavieng, smješten na sjevernom kraju otoka. Najviši vrh je Mount Taron (2379 m).
Otok je prvi put naseljen prije otprilike 33.000 godina, a kultura Lapita na njemu se razvija prije oko 3.000 godina. Godine 1616. nizozemski pomorci Jacob Le Maire i Willem Schouten bivaju prvi Europljani koji su posjetili otok. Dne 6. srpnja 1768. godine New Ireland posjećuje Francuz Louis-Antoine de Bougainville, jedanaest mjeseci nakon Britanca Philipa Cartereta.
Brodovi za kitolov često su se u 19. stoljeću doticali obala New Irelanda, radi vode, drveta i zaliha. Prvi zabilježeni brod tog tipa je Resource 1799. godine. Otočani su ponekad služili kao posada na tim plovilima. Posljednji poznati posjetitelj kitova bio je Belvedere 1884. godine. 
U 1870-im i 1880-ima Marquis de Rays, francuski plemić, pokušao je osnovati francusku koloniju na otoku koji je nazvao Nova Francuska. Na otok je poslao četiri neuspješne ekspedicije, od kojih je najpoznatija prouzročila smrt 123 doseljenika.
Od 1885. do 1914. godine New Ireland je bila dio Njemačke Nove Gvineje i nosila ime Neumecklenburg. Nijemci su upravljali s nekoliko vrlo profitabilnih plantaža kopra i izgradili cestu za prijevoz robe. Ova je cesta trenutno u službi i nazvana je Boluminski po njemačkom upravitelju kolonije, Franzu Boluminskom. Nakon Prvoga svjetskog rata New Ireland je ustupljena Australiji. Australija je preimenovala otok, davši mu sadašnje ime. U siječnju 1942., tijekom Drugog svjetskog rata otok su osvojile japanske snage i bio je pod njihovim nadzorom.
Rasprostranjeno krčenje šuma i degradacija nizinskih prašuma problem je na New Irelandu kao i na ostalim istočnim otocima Papuanske Nove Gvineje (Nova Britanija, otok Bougainville), kao i na otoku Novoj Gvineji. Gotovo 60% šuma dostupno je sječi, a do 2002. godine 63% pristupačnih šuma bilo je uništeno ili prorjeđeno. 